# Мильц, Кристоф
Кристоф Мильц (нем. Christoph Milz; род. 23 ноября 1986 года) — немецкий шорт-трекист, серебряный призёр чемпионата мира  2011 года. Получил степень бакалавра в области энергетики и экологических технологий в Университете прикладных наук Кемптена.

## Спортивная карьера
Кристоф Мильц родился в городе Оберстдорфе, где и начал кататься на коньках. 
Он дебютировал на соревнованиях международного уровня в январе 2005 года на юниорском чемпионате мира в Белграде, и занял 25-е место в общем зачёте многоборья. Через год в Румынии на чемпионате мира среди юниоров в Меркуря-Чук Мильц занял уже 24-е место в личном многоборье и 10-е место в эстафете. В феврале 2007 года на чемпионате Германии четырежды поднимался на 4-е место и занял 4-е место в общем зачёте.
В начале 2008 года выиграл бронзовую медаль в многоборье на открытом чемпионате Мюнхена, а следом в феврале на чемпионате Германии занял 3-е место в беге на 3000 м и поднялся на 5-е место в абсолютном зачёте. На национальном чемпионате Германии в декабре Мильц завоевал бронзовую медаль в беге на 500 м и две серебряные на дистанциях 1000 и 1500 м, что позволило ему занять общее 3-е место. 21 февраля 2009 года он участвовал в открытом чемпионате Германии на одиночных дистанциях и стал 6-м в беге на 500 м и 4-м в беге на 1000 м.	
В марте 2010 года на зимних Всемирных военных играх в Курмайоре занял 10-е место на дистанции 500 м и 4-е место на 1500 м. В сентябре на чемпионате Германии занял 2-е место в беге на 1500 м и 3-е в суперфинале на 3000 м, став в личном зачёте многоборья бронзовым призёром. Мильц дебютировал на Кубке мира в октябре, проходившем в Монреале и поднялся на 17-е место в беге на 1500 м.
После этапа Кубка мира в Дрездене, где он занял лучшее 23-е место, в марте на чемпионате мира в Шеффилде помог команде выиграть серебряную медаль в эстафете. На чемпионате Германии в сентябре выиграл серебро в беге на 1500 м и занял 4-е место в общем зачёте, а в 2012 году опустился на 5-е место в многоборье. В ноябре 2013 года на чемпионате Германии выиграл бронзу в общем зачёте и в начале 2014 года завершил карьеру спортсмена. С 2017 года является членом Технического комитета по шорт-треку в Международном союзе конькобежцев.

## Личная жизнь
Кристоф Мильц был призван для прохождения службы в бундесвере с июля 2006 года и проходил службу в качестве спортсмена до 2015 года. После 2015 года стал тренером по шорт-треку в родном городе Оберстдорфе. С 2014 по 2018 год обучался в Университете прикладных наук Кемптена. С декабря 2019 года работает инженером-проектировщиком в компании "Projektingenieur bei egrid applications & consulting GmbH" в Кемптене, земля Бавария.